# Ère Kenryaku
Kenryaku (建暦) est une des ères du Japon (年号, nengō, lit. « nom de l'année ») après l'ère Jōgen et avant l'ère Kenpō. Cette ère couvre la période allant du mois de mars 1211 au mois de décembre 1213 L'empereur régnant est Juntoku-tennō (順徳天皇).

## Changement d'ère
- 1211 Kenryaku gannen (建暦元年?) : Le nom de la nouvelle ère est créé pour marquer un événement ou une succession d'événements. La précédente ère se termine quand commence la nouvelle, le 9e jour du 3e mois de 1211[3].

## Événements de l'ère Kenryaku
- 1211 (Kenryaku 1, 1st month) : Le shogun Sanetomo est élevé au premier rang de troisième classe[4].
- 1211 (Kenryaku 1,1re mois) : Le prêtre bouddhiste Hōnen rentre à Kyoto après une période d'exil. Il est le fondateur et le porteur du complexe de temples Sennyuji (泉涌寺,, senyō-ji?) à ses débuts[4].
- 12 janvier 1212 (Kenryaku 1, 20e jour du 12e mois) : Le prêtre bouddhiste Hōnen meurt à l'âge de 80 ans, peu de jours après avoir dressé un bilan écrit de l'enseignement de sa vie. Ce dernier document est connu sous le nom de document d'une page (en) (ichimai-kishomon)[5].
- 1212 (Kenryaku 1, 16e jour du1re mois) : L'ancien grand prêtre supérieur Jien (1155–1225) est nommé abbé Tendai par mandat impérial. Il administre le mont Hiei un an avant de renoncer à sa position le 11e jour du1re mois de 1213[6].

| Kenryaku  | 1re  | 2e   | 3e   |
| Grégorien | 1211 | 1212 | 1213 |